# Mangosta de Jackson
La mangosta de Jackson (Bdeogale jacksoni) és una espècie de mangosta africana. El 1889 fou descoberta per Frederick John Jackson, i posteriorment Oldfield Thomas la descrigué el 1894 com a Galeriscus jacksoni. El seu parent més proper és la mangosta de potes negres, amb qui comparteix el subgènere Galeriscus. A vegades, ambdues són considerades com a part de la mateixa espècie.

## Descripció
Es tracta d'una mangosta de mida gran, amb una cua peluda. El seu cos i cap tenen una longitud conjunta que varia entre 50,8 i 57,1 centímetres. La cua fa entre 28,3 i 32,4 centímetres, les potes del darrere entre 8,6 i 10,8, i les orelles entre 2,3 i 3,5. El seu pes varia entre 2 i 3 quilograms. El seu pelatge dorsal llarg i espès està format per pèls de 2 centímetres de color blanc i negre, que li donen en conjunt un color grisenc. El musell i la barbeta són de color terrós, i la gola i els costats del coll de color groguenc, fet que la distingeix de la mangosta de potes negres. Les potes són de color marró fosc i la cua blanca. El ventre és de color gris clar, amb pels llanuts.
El Pavelló auricular és arrodonit i el musell allargat. Les fosses nasals no tenen pèl i divideixen el llavi superior en dues parts. Les potes tenen 4 dits amb urpes fortes i gruixudes, i, tal com és característic del gènere Bdeogale, no tenen hàl·lux ni polze. Les plantes dels peus són nues.
La dentadura de la mangosta de Jackson és la típica de les mangostes. Té tres dents incisives, una dent canina, quatre premolars, i dues molars a cada costat de les dues mandíbules, que sumen un total de 40 dents amb la següent formula: {\displaystyle {\tfrac {3.1.4.2}{3.1.4.2}}\times 2=40}.

## Distribució i hàbitat
L'hàbitat de la mangosta de Jackson són els boscos de muntanya, les zones amb bambú i les terres baixes properes a boscos. La seva densitat de població es baixa i seva àrea de distribució és molt limitada. Viu al centre i sud de Kenya, al sud-est d'Uganda i a les muntanyes Udzungwa, a Tanzània, on fou vista per primera vegada el febrer de 2001 i es troba molt localitzada i només s'ha vist al bosc de Matunda, allunyada un màxim de 2,65 quilòmetres. A les muntanyes Aberdare Range, i als massissos del mont Kenya i el mont Elgon, viu fins a 3.300 metres per sobre del nivell del mar.
És possible que visqui el massís de les munyanyes de l'arc est, incloses les muntanyes Uluguru, Nguru i Usambara.

## Comportament
La mangosta de Jackson és un animal principalment nocturn i crepuscular. De 25 fotografies agafades en trampes amb càmeres a les muntanyes Udzungwa, el 73% foren disparades entre les 7 del vespre i la mitjanit. Possiblement és un animal solitari, encara que se l'ha vist en parelles i ocasionalment en grups de 4 membres. Es probable que caci habitualment a zones de vegetació espessa prop de pantans.
No es té informació sobre la seva reproducció.

## Dieta
La mangosta de Jackson és carnívora, insectívora i mirmecòfaga. A les muntanyes Aberdare, sobre un total de 40 aliments, més del 50% eren rosegadors, inclosos Otomys, Dasymys i Praomys, i un 40% eren insectes, principalment formigues del gènere Anomma, però també d'escarabats i erugues. També s'alimenten de milpeus, cargol, llangardaixos i ous de serps. Al voltant del 80% de la dieta dels joves, està basada en rosegadors, encara que també mengen escarabats, ocells i algunes formigues.
Fer front a les columnes dels exèrcits de formigues pot dependre de la maduresa i l'aprenentatge, fet que suggereix una recent adaptació evolutiva cap aquesta dieta.

## Classificació
La mangosta de Jackson s'inclou al gènere Bdeogale. Està estretament relacionada amb la mangosta de potes negres (Bdeogale nigripes),
de la qual es distingeix per diferències en el crani i la pell. De vegades se la troba unides com a sola espècie, la Bdeogale nigripes, o dins del subgènere Galeriscus, o separades del gènere Bdeogale dins del gènere Galeriscus.
La mangosta de Jackson ha estat tractada com a espècie separada per Allen (1939), Rosevear (1974), Corbet and Hill (1980), Honacki et al. (1982), Nowak and Paradiso (1983), Corbet and Hill (1986), Schliemann (1988), Corbet and Hill (1991), Nowak (1991), Wozencraft (1993), Kingdon (1997), Nowak (1999), Pavlinov (2003), Wozencraft (2005), Van Rompaey et al. (2008) i Gilchrist et al. (2009). Kingdon (1977) la tracta com a subespècie de la mangosta de potes negres, i Dücker (1972) les considerada coespecífiques.
No s'han descrit subespècies de mangosta de Jackson.

## Nomenclatura
Oldfield Thomas la va classificar el juny de 1894 amb el nom de Galeriscus jacksoni dins del nou gènere Galeriscus. Va especificar la situació de l'espècie a Mianzini, a la terra dels Massai, a una altitud de 2.438 metres per sobre del mar. Reginald Ernest Moreau, George Henry Evans Hopkins i R. W. Hayman van restringir, entre 1945 i 1946, la seva situació a Mianzini, a pocs quilòmetres al sud-est del llac Naivasha, a l'extrem sud de l'altiplà de Kinangop, fins a 2743 metres d'altitud.
Frederick John Jackson descobrí aquesta mangosta el 1889 i el 1894 envià una pell al Museu Britànic de Londres. Conduït per les pobres e incompletes restes, Thomas va creure originalment que estava relacionada amb els grisons. Paul Matschie la va anomenar Massaimarder (en alemany, "mart massai") el 1895, però fou el primer a reconèixer-la com a Bdeogale. El 1916, Reginald Innes Pocock va considerar també Galeriscus com a sinònim de Bdeogale. El 1918, Ned Hollister va suposar que es tractava d'una subespècie geogràfica de la mangosta de potes negres.

## Població i conservació
La mangosta de Jackson viu en poblacions aïllades i sembla poc freqüent. Tot i així, no hi ha dades fiables de la seva població. El 2008 la Unió Internacional per a la Conservació de la Natura (UICN) la va catalogar com a gairebé amenaçada. Aquesta classificació és deguda al declivi de la població entre el 20 i el 25% en els últims 15 anys, per la pèrdua d'hàbitat. La seva dependència dels boscos, fa que la seva principal amenaça sigui la tala d'arbres. Fou classificat com a espècie vulnerable el 1996.
Diverses poblacions de mangosta de Jackson es troben en zones protegides del Parc nacional d'Aberdare, del Parc nacional de mont Kenya, probablement del Parc nacional del mont Elgon i del Parc nacional de les muntanyes d'Udzungwa.